# Trzewikodzioby
Trzewikodzioby (Balaenicipitidae) – rodzina ptaków z rzędu pelikanowych (Pelecaniformes).

## Zasięg występowania
Obejmuje jeden żyjący współcześnie gatunek, zamieszkujący Sudan, Ugandę, dorzecze Kongo i brzegi jeziora Czad.

## Charakterystyka
- długość ciała ok. 120 cm
- charakterystyczny gruby, szeroki, lecz stosunkowo krótki dziób, przypominający kształtem trzewik[4]
- duża głowa
- upierzenie szare z zielonkawym połyskiem
- biotop stanowią brzegi zbiorników śródlądowych i bagna
- prowadzi głównie nocny tryb życia
- pożywienie stanowią ryby (głównie dwudyszne) i inne drobne zwierzęta wodne
- poluje pojedynczo lub w małych stadach
- gniazdo na suchym lądzie, w trawie
- w zniesieniu 1 do 2 jaj
- pisklęta są gniazdownikami

## Systematyka
Do rodziny należy jeden, występujący współcześnie rodzaj:
- Balaeniceps – jedynym przedstawicielem jest Balaeniceps rex – trzewikodziób

oraz wymarłe:
- Goliathia – jedynym przedstawicielem był Goliathia andrewsii[5]
- Paludavis – jedynym przedstawicielem był Paludavis richae[6]